# Gerda Mundt
Gerda Mundt, född 4 september 1874 på Frederiksberg, död 16 september 1956 i Gentofte, var en dansk författare och politiker för Det Konservative Folkeparti (DKF). Hon var en av de första kvinnorna i Danmark som blev invald till kommunala uppdrag och hon hörde till den första generationen av kvinnor i Folketinget. Hon var mycket engagerad inom socialpolitiska frågor, samt i kyrkliga sådana. Hon var hedersmedlem av Missionen blandt kvindelige Arbejdere från 1940 och riddare av Dannebrogsorden från 1955.

## Tidiga år
Gerda Mundt växte upp i ett borgerligt hem tillsammans med sina fyra syskon. Fadern, Jodochus Henrik Mundt, var åklagare till yrket och modern, Anna Augusta (född Paulsen), hade tidigare varit skolföreståndarinnan Natalie Zahles vård. Detta innebar att familjen hade nära kontakter med familjen Zahle och tidvis bodde på N. Zahles Skole i Köpenhamn. Gerda Mundt tillbringade därmed sin skolgång där och avlade studentexamen 1896. Året därefter avlade hon Examen philosophicum, en förberedelseexamen vid danska universitet som krävdes för högre studier. Hon tilldelades därmed examenstiteln cand.phil. Hon studerade därefter vid Martin-Luther-Universität i Halle, Tyskland, 1898–1899. 
Mundt var under de påföljande åren engagerad inom det kyrkliga och genomförde en studieresa till Manchester och London i Storbritannien 1902. Där fick hon insikt i de kristligas sociala arbete i städernas slumkvarter. När hon efter en tid återvände till Danmark lät hon genomföra egna kristligt-sociala initiativ; däribland för fabriksarbetande kvinnor i Kongens Lyngby 1903 och, tillsammans med sin nära vän Edel Liisberg, upprättade hon en avdelning av Kristelig Forening for Unge Kvinder (KFUK) 1904 på samma ort. Med tiden tilldelades hon högre uppdrag inom det kyrkliga; däribland som styrelseledamot och kassör av KFUK:s Hovedforening i Köpenhamn (1916–1919) och som ordförande av Missionen blandt kvindelige Arbejdere (1927–1940). Hon blev invald i Lyngby-Tårbæks kyrkoråd vid kyrkovalet 1909. Samma år blev hon invald till Lyngby-Tårbæks kommunfullmäktige (byråd) som den första kvinnan i Danmark. Här kom främst skolfrågorna att ta hennes tid anspråk, samt arbetet i kommunens værgeråd, en institution som arbetade med socialt belastade barn och ungdomar. Hon satt i kyrkorådet fram till 1914 och i kommunfullmäktige till 1915. I en rapport från 1910 till kvinnoorganisation Dansk Kvindesamfund skall Mundt ha meddelat hon hade blivit väl mottagen av de ”cigarrökande männen” i kyrkorådet. Hon var aktiv i Dansk Forening til kønssygdommenes Bekæmpelse och som kristen var Mundt motståndare av fri abort och skrev 1933, tillsammans 173 000 andra kvinnor, under en lista som förklarade att abort var en fara för moderskapet och familjelivet.
Även försvarsfrågor hörde till Mundts intressen och hon var ordförande av Danske Kvinders Forsvarsforening i Köpenhamns amt (1907–1912). Hon hörde även till den grupp av kvinnor från partiet Højre som gick under epitetet ”Kanonkvinderne”, dvs. kvinnor som genom sitt engagemang i föreningen Den frivillige Selvbeskatning til Forsvarets Fremme (också kallad Fædrelandets Forsvar) samlade in pengar som gick till köp av kanoner till Köpenhamns fästning. Från och med 1940 engagerade hon sig även i Danske Kvinders Beredskab och i dess kvinnokommitté i Köpenhamn. Hon var samtidigt medlem av Lottornas kvinnokommitté och mottog ett antal finländska lottor som överlämnade finländska krigsbarn till olika fosterhem.

## Borgarråd och rikspolitiker
Gerda Mundt flyttade till Köpenhamn 1914 och fortsatte att bo tillsammans med sin far. Efter hans död 1926 tog hon sig an en guddotter och dennes syster som fosterbarn i sitt hem. Under perioden 1915–1919 lämnade Mundt politiken tillfälligt, men återvände som invald i Köpenhamns Borgerrepræsentation (motsvarande borgarråd i Stockholms kommun). Denna plats behöll hon fram till 1946 och innehade under denna långa period flera betydande poster. Hon var bl.a. medlem av det verkställande utskottet i Köpenhamns værgeråd (1923–1933) och av børneværnet (1933–1946), den senare en kommunal myndighet med ansvar för barn- och ungdomsomsorg. Detta engagemang i sociala frågor gav henne anledning att resa till USA 1934. De intryck som hon fick från de amerikanska kvinnofängelserna och landets sociala förhållanden skildras i boken Fra New York til Yellowstone, utgiven 1935. Ett citat ur boken beskriver kort hennes syn på fängelseväsendet:
| ” | Känner Ni någon som har blivit bättre av att sitta i fängelse? – Den frågan blev en gång ställd till mig. Borta i Amerika träffade jag inte en, utan en hel skara kvinnor som under fängelsevistelsen genomgick en fysisk, intellektuell och själslig utveckling så att de, när de kommer ut, bättre kan klara sig i livet. | „ |

Som borgarråd engagerade hon sig för bostadsfrågor. Hon önskade bl.a. att de hälsofarliga byggnaderna i Köpenhamns innerstad skulle rivas ned, då hon ansåg att det var oförsvarligt att låta barn få växa upp i en sådan fysisk miljö. Hon engagerade sig även för en utvidgad hemtjänst och mödravård. Inom skolpolitiken var hon en av fem borgarråd som motsatte sig förflyttningen av skolårets början från 1 augusti till den 1 april. Hon motiverade sin ståndpunkt med att det nya skolåret blev delat i två delar, vilket skulle hämma undervisningen. Hon hade för denna ståndpunkt en stor uppbackning från många av stadens lärare.
Från och med 1924 kandiderade hon för partiet till Folketinget. Under 1924 års valkamp förespråkade hon Det Konservative Folkepartis samarbete med Venstre, men hon ansåg även att alla partier skulle börja samarbeta med varandra. Under det konservativa väljarmötet, vilket samlade omkring fyratusen människor, framhävde hon att Det Konservative Folkeparti var ett nationellt och kristet parti. Hon försökte få åhörarna att rösta konservativt genom att framhäva att partiet genom sin vilja att ”främja nykterheten och bekämpa spritdrickandet” var ett socialt medvetet och inriktat parti. Det dröjde dock innan hon själv blev invald, närmare bestämt till 1932. Hennes försök att framhäva sitt parti som socialt medvetet skall ses i samband med att Socialdemokraterne vid valet 1924 för första gången blev Danmarks största parti på bekostnad av Venstre.
Väl som folketingsledamot utsågs Mundt till medlem av Befolkningskommissionen (1935–1938), vars uppdrag bl.a. innefattade en kartläggning av möjligheterna för att kunna upprätthålla den danska befolkningens storlek. Hon förespråkade här att bedövning genom narkos skulle erbjudas alla födande kvinnor, samt att gifta kvinnor lättare skulle få tillgång till att föda på kliniker och sjukhus. Hon utmärkte sig även som en stor motståndare av de s.k. sexualklinikerna, vilka skulle bedriva lagstadgad upplysningsverksamhet rörande sexualitet. Hon formulerade därmed ett minoritetsuttalande vari hon kritiserade förslagen om obligatorisk sexualundervisning för barn och unga och utdelningen av preventivmedel till såväl gifta som ogifta kvinnor. Hon gick dock med på att låta införa sexualupplysning av ungdomar om den var ”etiskt uppfostrande” och kristligt betonat. Vidare önskade hon fler bostäder till flerbarnsfamiljer och en utbyggning av antalet daghem.
Inför folketingsvalet 1939 deltog Mundt, tillsammans med tre andra kvinnor från olika partier, som talare i ett valmöte för kvinnor som anordnats av Socialdemokratisk Kvindeforening. I sitt tal framhävde hon att det danska försvaret var en fråga som kunde ena de politiska partierna och talade för en kraftig upprustning. Hon hänvisade till Sverige, där de olika partierna hade ingått kompromisser gällande det svenska försvaret. Detta mötte dock viss kritik; särskilt från talaren Margrethe Petersen (Det Radikale Venstre) som hänvisade till att Tjeckoslovakien blev ockuperat av Tyskland trots ett starkt försvar. Mundt fick från en åhörare frågan om hur hon kunde förena kristendom med krig. Hon fick dock än mer kritik, även från åhörarna, då hon påstod att skatterna var för höga och att den dåvarande skattesatsen var orsaken till den höga arbetslösheten.
Trots den kritik hon fick under valmötet erövrade Mundt så pass många personliga röster (5 078 st) i 1939 års val till Folketinget att hon övertog partikamraten Kastrup Olsens plats. Hon satt i Folketinget fram till 1945. Under åren fram till sin död 1956 översatte hon ett flertal böcker till danska.